# Dejan Todorović
Dejan Todorović (Mrkonjić Grad, 29 de maio de 1994) é um basquetebolista profissional sérvio que atualmente joga pelo Dominion Bilbao Basket. O atleta que possui 1,96m de altura, pesa 89kg, atua como Ala e tem carreira profissional desde 2011.

## Ligações Externas
- Dejan Todorović no X  -  Portal do basquetebol
  -  Portal da Bósnia e Herzegovina